# アンドレ＝ミシェル・シュープ

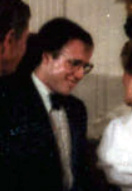
シューブ（1981年）

アンドレ＝ミシェル・シューブ（Andre-Michel Schub、1952年12月26日-、パリ生まれ）はアメリカのピアニスト。

## 受賞歴
1974年 ナウムバーグ国際コンクール優勝
1977年 エイブリー・フィッシャー賞受賞
1981年 ヴァン・クライバーン国際ピアノコンクール優勝

## 経歴
シューブは家族と共に生後8か月でニューヨークへと移る。母の手ほどきにより4歳よりピアノを習い始め、のちにJascha Zaydeに師事する。プリンストン大学に入学し、その後カーティス音楽学校へと編入。カーティス音楽学校では1970年から1973年までルドルフ・ゼルキンに師事。1997年にはHilton Head Competitionにて審査委員を務めた。

2006年より、マンハッタン音楽学校の教授として後進の指導に当っている。

## 来歴
ニューヨークデビューを Alice Tully Hall にて1974年5月13日に果たし、ニューヨークタイムズより”すばらしいデビュー”と称賛を受ける。
1979年に New York Chamber Music Society のピアニストになる。
シューブは、Mostly MozartやTanglewood、Rabinia、Blossom festivalなどに度々登場している。
数々の主要オーケストラと共演しており、ボストン交響楽団やシカゴ交響楽団、シンシナティ、ダラス。デトロイト、聖ルイス、クレヴァランド、フィラデルフィア管弦楽団、ロサンゼルス交響楽団、ニューヨーク交響楽団、ロイヤル・コンセルトヘボウ管弦楽団などを含む。
The Chamber Music Society of Lincoln Centerのメンバーである。
1997年より、ヴァージニア芸術祭　室内楽シリーズの音楽監督を務める。
1986年の独立記念日には、PBSテレビの "A Capitol Fourth, 1986" という番組内でムスティスラフ・ロストロポーヴィチ指揮により、ナショナル交響楽団と共にチャイコフスキーのピアノ協奏曲 第1番を演奏した。
Saint Paul Sunday や Performance Today で演奏している。
近年では、2006年5月19日に Bright Shengの "ヴァイオリンとピアノのための三つの幻想曲"のワールドプレミアを McKim Fund in the Library of Congress より委任され、大成功を収めている。

## ディスコグラフィー
- ベートーヴェン：ピアノソナタ 第3番、第23番（"熱情"）、Vox (Classical), ASIN: B00008FZYM (1992年11月4日)
- Bright Sheng: 3 Fantasies: No. 3. Kazakhstan Love Song, Naxos, ASIN: B001P2C34I, January 27, 2009
- ヴァン・クライバーン国際ピアノコンクール 1981、Video Artists Int'l, ASIN: B00000I7H7,1999年11月30日
- アジア：ピアノ協奏曲、 Koch Int'l Classics, ASIN: B000001SJK, 1997年11月18日
- モーツァルト祭：ヴァージニア芸術祭、Musical Heritage Society, ASIN: B000KLVS50
- ストラヴィンスキー：イタリア組曲／デュオ協奏曲／ディヴァ－ティメント、Sony, ASIN: B0000026EE, October 25, 1990年10月25日
- ブラームス：ヘンデルの主題による変奏曲とフーガ、Op.24、リスト：パガニーニの主題による変奏曲（第2番 変ホ長調、第6番 イ短調）、ダンテ・ソナタ、Vox Cum Laude, ASIN: B001OF7NOG
- アメリカアルバム、 Rca Victor Red Seal, Catalog #68114
- Rorem: Winter Pages, Bright Music, New World Records, Catalog #80416
- ベートーヴェン：ピアノソナタ第23番 ヘ短調 Op.57、ピアノソナタ第3番 ハ長調 Op.2、Vox Cum Laude, D-VCS 9062 (1984)
- シューベルト”幻想曲ハ長調 D760『さすらい人』”、ショパン 幻想曲 ヘ短調 Op.49、メンデルスゾーン 幻想曲 嬰ヘ短調 Op.28 [LP] Cum Laude (Moss Music Group) D-VCL 9075 (1982)